# Schizotelopus brevicornis
Schizotelopus brevicornis är en mångfotingart som beskrevs av Carl 1914. Schizotelopus brevicornis ingår i släktet Schizotelopus och familjen Fuhrmannodesmidae. Inga underarter finns listade i Catalogue of Life.